# 千梅ちゃん
千梅（ちうめ)ちゃんは、福岡県太宰府市の非公認キャラクターで看板娘であり、観光宣伝隊長（マスコットキャラクター）。

## 概要
2010年10月2日「太宰府市民政庁祭り」のステージにて、1stシングル「あいたくて〜千光年の彼方から〜」と共にデビュー。
以降、太宰府市、福岡県内外でライブなどのパフォーマンス活動をしながら、太宰府をPRしている。その真の目的は、生き別れた両親に再会することである。大きな瞳にピンクの着物、腰に下げた魔法の鈴がトレードマーク。鈴を触ると恋愛成就すると言われているがなかなか触らせてくれない。

## プロフィール
- 名前：千梅（ちうめ）
- 性別：女の子
- 年齢：不明+デビューしてからの年数
- 誕生日：6月12日（恋人の日）
- 出身地：不明
- 居住地：太宰府市
- 好きな花：梅の花
- 好きな場所：大宰府政庁跡、観世音寺、水城跡
- 性格：さっぱりしているが、かよわい
- 特技：恋の魔法
- 趣味：いたずら
- ラッキーナンバー：無限大の8、末広がる八
- ちうめ語：口グセは「うぷぷー♪」「らぶりゅす♪」「らぶりー♪」

「おはよう」→「もは（8）よー♪」「テレビ」→「てべり」「プレゼント」→「ぷぜれんと」など、独特な「ちうめ語」を使用する。

## 主な活動
- 2010年
  - 10月2日 - 「太宰府市民政庁祭り」にて、デビュー曲「あいたくて〜千光年の彼方から〜」をお披露目。せんとくんがデビューの祝いに駆けつける。
  - 11月21日 - 「ちくし地区商工フェスタ〜音楽とB級グルメの祭典〜」にて、2ndシングル曲「プリンのうた」を発表。（ゲストに蓮花ちゃんを招待）
    - 千梅ちゃんの魔法の鈴の力で、蓮花ちゃんも歌声を得、ユニット「CHIUME×RENKA（ちうめれんか）」を結成。

  - 12月4日 - 奈良市鴻ノ池陸上競技場で開催された「奈良マラソンフェスタ2010」に参加し、せんとくんの前でCHIUME×RENKAのデュエット「眠れない夜」を披露。
  - 12月28日 - 千梅ちゃんの曲がiTunesで配信開始。
- 2011年
  - 1月17日 - 九州新幹線開通のPRキャラとして大阪、岡山、広島の3駅でPR活動。
  - 1月20日 -　千梅ちゃんが置き手紙を謎の失踪をした。全国をヒッチハイクで回っていた。
  - 3月11日 - 九州新幹線開通式プレイベントにてステージに立つ。
  - 3月11日 - 同日、新曲「梅ゆらり」を初披露する。（ネット音楽配信サイトviBirthにて配信中。）
  - 3月12日 - 12日、13日と太宰府駅前にて東日本大震災の義捐金活動を実施。同時にブログ、SNSで物資も集めを呼びかける。
  - 3月14日 - 15日、筑紫保健福祉環境事務所にオムツ等の支援物資をおくる。
  - 3月16日 - 太宰府市に千梅ちゃん基金460,506円を寄付。
  - 3月20日 - 宇宙代表襲名[要出典]
  - 5月3日 - 博多どんたくのチャリティイベントに出演、まんべくんとダンスバトルを繰り広げる
  - 6月12日 - 千梅ちゃんお誕生会inだざいふ遊園地　豪雨にもかかわらず開催　結果アンパンマンショーを超える来場者を迎えた。　
  - 7月7日 - 千梅ちゃん恋の七夕まつり開催　7/2～7/7　キャナルシティ博多　特設ブース設置
  - 7月8日 - 奈良県観光PRで福岡県庁を訪れた『せんとくん』へ久留米絣のネクタイをプレゼント。せんとくんに縄をつけたことが各新聞社で取り上げられ話題に。
  - 7月9日 - イムズホールで奈良県葛城市の蓮花ちゃんとデュエット熱唱。
  - 7月9日 - 千梅ちゃんちらし寿司販売開始
  - 7月18日 - 鷹の祭典2011に出場
  - 7月27日 - 太宰府市推薦キャラクターに任命される
  - 7月31日 - まんべくんの誕生会に北海道長万部町まで一人旅した。
  - 8月5日 - 太宰府市五条にて第一回萌えマネ会開催。　
  - 8月6日 - ケーブルステーション福岡で毎週土曜日レギュラー番組開始　
  - 8月7日 - キャナルシティ博多でソロライブ。約2000人の前でパフォーマンス。
  - 8月10日 - Love FM『話のツボ』に出演。
  - 8月12日 - FBS『めんたいワイド』に出演
  - 8月12日 - オリジナルユーストリーム番組　『ちうめちゃんねる』第一回開始　毎週金曜日20:45
  - 9月某日 - シンガポール・タイ・マレーシア・香港　旅行博覧会　福岡県代表としてイラスト出展　
  - 9月17日 - リレー・フォー・ライフin福岡2011に出演。筑前りょう太・めんたい☆キッドと千梅ちゃん体操をする。
  - 10月1日 - 太宰府市民政庁まつりに出演
  - 10月7日 - スマートフォンアプリ『つい歌』に千梅ちゃん型グルミー登場。
  - 10月30日 - キャナルシティ博多ハロウィンパレードに参加
  - 11月2日 - 新曲レコーディング『勝つぞ!合格だ!』
  - 11月3日 - 西鉄五条駅前で太宰府新規劇団オーデション開催　深町健二郎　秦秀明らと共演。劇団座長を任命される。
  - 11月6日 - 太宰府市民文化祭に出演
  - 12月5日 - ハウス食品うまかっちゃんコラボCMスタート。「勝ち取れ!合格!　うま勝っちゃん」5個パッケージに起用され180万食発売開始。CMソング『勝つぞ!合格だ!』も歌う。　
  - 12月12日 - KBCドォーモ出演
  - 12月14日 - 西鉄電車初詣ポスターに起用される。
  - 12月18日 - 大阪スノーマンフェス出演　福岡県代表
- 2012年
  - 1月29日 - プロバスケットチームライジング福岡の試合会場で『千梅ちゃん体操』をチアガールと共に披露。
  - 2月19・20日 - 太宰府館で劇『大きな虹のあとで』の座長を務める。来客数は4回公演で1300人超満席となった。劇中歌『タリらりら』も歌う。
  - 3月15日 - Yahooドーム　ソフトバンクホークス対DeNA横浜ベイスターズ戦の始球式に登場。
  - 3月11日 - 復興応援メッセージを全国のゆるキャラに呼びかけ動画を作成　YOUTUBEに投稿。
  - 3月24日 - 福岡ライヴハウスCBにて、ビアンコネロ　takuramiツアーライブに出演
  - 4月1日 - だざいふ遊園地に於いて本格ロックバンド　『めちゃんバンド』（ギター・ボーカル:千梅ちゃん・田中ゆきのり、ベース:堤健二、ドラム:木下竜大郎、キーボード:松尾菜々子）を披露
  - 4月15日 - 千梅ちゃんの呼びかけで太宰府天満宮参道にてマイケルジャクソントリビュートダンスフラッシュモブをゲリラで行った。　　　　
  - 4月17日 - 東京・秋葉原でジェットスター航空のイベントに福岡県代表として参加。ベッキーに似顔画を描いて渡しニュースとなる。
  - 6月10日 - 不明+2歳の誕生会開催
  - 7月4日 - 福岡空港にて、ジェットスター航空開港式に福岡県代表として出席。
  - 10月6日 - 「太宰府市民政庁祭り」にてデビュー2周年ライブ、HKT48と共演しメンバーと『千梅ちゃん体操』を踊る。また、会場内でマイケルジャクソン『Beat it』とオリジナルソング『タリらりら』でフラッシュモブを披露。
  - 11月10日 -太宰府新銘菓『ちっちっちうめの合格ちーず』発売開始。
  - 12月17日 - ハウス食品『うまかっちゃん』受験生応援パッケージおよびノベルティ商品に写真掲載。
- 2013年
  - 1月5日 - ハウス食品『うまかっちゃん』TVCM『受験生篇』オンエア開始。博多華丸大吉と2度目の共演を果たす。
  - 1月18日 - 奈良県遠征。イトーヨーカドーでめちゃんバンドLIVE。
  - 1月27日 - ハウステンボス『ご当地キャラギネスに挑戦』に2日間参加。ナイトパレードではパレードカーに乗り込みゆるぎない愛嬌をふりまく。ギネス本番では、どのキャラクターよりも長く踊り続けるという裏記録を達成する。
  - 4月1日 - 太宰府市国分地区『こども110番の家』プレートが千梅ちゃん仕様となる。
  - 4月22日 - 太宰府天満宮参道にて、第2回目となる『マイケルジャクソントリビュートフラッシュモブ』実行。
  - 5月19日 - コミュニティバス『まほろば号』の車体に千梅ちゃんをあしらったスペシャル版『らっきぃぃ!まほろば号』運行開始。
  - 6月2日 - 第2回太宰府検定プレイベント『千梅ちゃんと一緒にあそぼうスタンプラリー』開催。
  - 6月16日 - 不明+3歳の誕生会開催。日本全国から多くのファンが駆けつけ、会場は満員となる。
  - 8月27日 - 九州国際フェスティバルにてライブ。
  - 9月14日 - 太宰府市観光宣伝隊長に任命されたことを発表。
- 2014年
  - 1月1日 - 西日本鉄道によって運行される「初詣号」のヘッドマークのデザインに採用される。
  - 2月1日 - 西日本鉄道によって運行される「観梅号」のヘッドマークのデザインに採用される。
  - 2月15日～16日 - 奈良市が主催する、友好・姉妹都市物産フェアへ遠征。
  - 3月22日 - 西日本鉄道によって運行される太宰府観光列車「旅人-たびと-」の内装にイラストが描かれるとともに、絵柄となった記念スタンプが車内設置され、『千梅ちゃんスiタンプラリー』が実施される。また、出発式に出席し、西鉄福岡（天神）駅～太宰府駅を旅人で移動し、観光PRを行う。
- 2018年6月12日　より広い視野で父母を探すため月に移住。ツイッター、フェイスブック、週一回の参道お散歩などの活動を終了した。月にwifiがあったときのため、ツイッターアカウントなどは保持されている。
- その後、舞踏集団「大宰府まほろば衆」所属となり、イベント告知や記念日等にはダイヤルアップ回線で月からツイートをしている。時折地球に召喚され、イベントに参加もしている。

## メディア出演
- KBCアサデス。
- FBSめんたいワイド
- RKB今日感テレビ
- NHKニュースなっとく福岡、ひるブラ
- KBCドォーモ
- TNCタマリバ、ギュギュっと!
- ケーブルステーション福岡
- 福岡ウォーカー
- DIME

## 音楽活動
- あいたくて～〜千光年の彼方から〜
- プリンのうた
- 眠れない夜
  - 蓮花ちゃんとのユニット名 CHIUME×RENKA 名義。
- 梅ゆらり
  - 平義隆による作詞・作曲。
- ちっちっちー
  - 平義隆による作詞・作曲　デュエット。
- 千梅ちゃん体操
- 千梅ちゃん音頭
- 千梅ちゃん体操　福岡県ver
- 勝つぞ! 合格だ!　ハウス食品　うまかっちゃんCMソング
- タリらりら
  - ビアンコネロによる作詞・作曲。